# زكريا عزمي
زكريا عزمي (26 يونيو 1938 -)، رئيس ديوان رئيس الجمهورية المصري سابقا وعضو الحزب الوطني الديمقراطي والأمين العام المساعد لشؤون التنظيم والعضوية والمالية والإدارية في الحزب، وعضو مجلس الشعب المصري. تخرج في الكلية الحربية سنة 1960، وبدأ حياته ضابطًا في سلاح المدرعات، وفي عام 1965 انتقل إلى الحرس الجمهوري، وفي نفس الوقت حصل على ليسانس حقوق من جامعة القاهرة. كما حصل على دبلوم في العلوم الجنائية من كلية الحقوق عام 1970، ودبلوم في القانون الدولي عام 1972، ودكتوراة في القانون الدولي حول موضوع «حماية المدنيين في النزاع المسلح». في عام 1973 أصبح رئيسًا للشؤون السياسية بمكتب رئيس الجمهورية لشؤون الأمن القومي، وعضوًا في سكرتارية الرئيس للمعلومات

## المناصب التي شغلها

### السابقة
- نائب عن محافظة القاهرة الدائرة الثالثة شرق قسم شرطة مصر الجديدة.
- عضو مجلس الشعب / فئات رقم 17.
- 2002: أمين الشؤون المالية والإدارية سابقا في الحزب الوطني الديمقراطي استقال مع أعضاء هيئة مكتب الحزب يوم 05/02/2011.
- عضو مجلس الشعب المصري سنة 2000 – عضو مجلس الشعب المصري / فئات عن محافظة القاهرة الدائرة التاسعة (دائرة الزيتون)- صدر قرار من المجلس الاعلي للقوات المسلحة بحل مجلسي الشعب والشورى.
- رئيس ديوان رئاسة الجمهورية.

### الحالية
- لا يشغل أي منصب بعد سقوط النظام المصري في 11 فبراير 2011 وينتظر محاكمته في قضايا فساد.
- متهم في تهم فساد ويخضع حاليا للتحقيق
- تم حبسه 15 يوم على ذمة التحقيق
- حبس زكريا عزمي 7 سنوات وتغريمه 36 مليون في قضية الكسب غير المشروع في 27 مايو 2012
- حكم عليه بالسجن سبعة أعوام بعد ثبوت تحقيقه مبالغ ماليه قدرت بـ 42 مليون جنيه عن طريق إستغلال وظيفته والفساد

بعد أن أثبتت التحقيقات استغلال عزمي لنفوذ وظائفه بديوان عام رئاسة الجمهورية, وعضوية مجلس الشعب, وتقلده العديد من المناصب القيادية بالحزب الوطني المنحل حتى كوّن ثروات لا تتناسب مع مصادر دخله, كما استعان بشقيق زوجته في إخفاء هذه الأموال, حيث سجّل له شقة بأبراج سان ستيفانو بالإسكندرية, وأوضح أمر الإحالة أنه ثبت من التحقيقات اشتراك عزمي في ارتكاب جرائم جنائية أخرى مع عبد المنعم عمارة, محافظ الإسماعيلية الأسبق, منها جريمة الاستيلاء على أرض الإسماعيلية, وكذلك اشتراكه مع رؤساء مجالس إدارات الصحف القومية في الاستيلاء على أموالها بالحصول على هدايا بالملايين, موضحا أن جهاز الكسب غير المشروع أحال هذه الجرائم إلى النيابة العامة للتحقيق فيها, وقام بإخطار مصلحة الضرائب بقيمة الكسب لتتخذ إجراءاتها في شأن محاسبة المتهم ضريبيا عن الربح الذي عاد عليه من التصرفات العقارية.
وقد جاء في أمر إحالة المتهمين التي كانت النيابة قد أحالته للمحكمة بالتوصية بمعاقبتهم بالسجن ورد مبلغ 68 مليون جنيه, وهذا يمثل قيمة الكسب غير المشروع والغرامة.